# Symplectrodia
Symplectrodia  es un género de plantas herbáceas,  perteneciente a la familia de las poáceas. Es originario de Australia.

## Taxonomía
El género fue descrito por Michael Lazarides y publicado en Journal of Botany, British and Foreign 66: 141. 1928.
Etimología
El nombre del género deriva de las palabras griegas sim (juntos o unidos), plekton (incentivo) y odous (diente), en referencia al contraste de su lema basal entero con los lemas tridentados o trilobulados del género relacionado Triodia. 

## Especies aceptadas
A continuación se brinda un listado de las especies del género Symplectrodia aceptadas hasta junio de 2015, ordenadas alfabéticamente. Para cada una se indica el nombre binomial seguido del autor, abreviado según las convenciones y usos.	
- Symplectrodia gracilis
- Symplectrodia lanosa